# Sosus (Mastanesosus)
Sosus ou Mastanesosus (en amazigh :  ⵙⵓⵙⵓⵙ ⵓ ⵡⴽⴽⵓⵙ  Susus U-Wekkus) est un roi berbère de Maurétanie du Ier siècle av. J.-C.
Le nom de Sosus nous est connu par quatre pièces de monnaie dont le droit ou avers porte l'inscription suivante : « REX BOCCHVS SOSI F », accompagnée d'une tête barbue de Bocchus à droite ou, parfois, d'une tête janiforme surmontée d'un épi dressé et d'une fleur de part et d'autre de l'épi. À la suite de James-Germain Février, l'inscription est comprise comme « Rex Bocchus, Sosi f(ilius) », c'est-à-dire « le Roi Bocchus, fils de Sos(i)us ». Et, à la suite de Maurice Euzennat, ce Sosius ou, plutôt, Sosus est regardé comme le père de Bocchus II.
Le nom de Mastanesosus ne nous est connu que par un discours de Cicéron dirigé contre Publius Vatinius et daté de 57 av. J.-C.. Nommé légat en Hispanie ultérieure pour y servir le proconsul Caius Cosconius, Publius Vatinius n'aurait rejoint son affectation qu'après être passé par la Sardaigne, puis l'Afrique, le royaume d'Hiempsal, celui de Mastanesosus, celui de Maurétanie, et traversé le détroit de Gadès.
François Decret et Mhamed Fantar assimilent le nom de Mastanesosus à celui de Mastennisa Ier, souverain d'une principauté entre le royaume de Juba Ier, son suzerain, et la Maurétanie orientale.
Mais, selon Gabriel Camps, Mastanesosus s'identifie avec Sosus.
Michel Amandry propose de voir en Sosus le père de Bocchus II.